# پفتیسهایم
پفتیسهایم (به فرانسوی: Pfettisheim) یک کمون در فرانسه با جمعیت ۷۹۸ نفر است که در Canton of Truchtersheim واقع شده‌است.